# Francesc II d'Este

Escut d'armes de la Casa d'Este.

Francesc II d'Este o Francesc II de Mòdena (Mòdena, Ducat de Mòdena 1660 - Sassuolo 1694) fou un membre de la Casa d'Este que va esdevenir duc de Mòdena entre 1662 i 1694.

## Orígens familiars
Va néixer el 6 de març de 1660 a la ciutat de Mòdena sent el fill petit del Mòdena Alfons IV d'Este i Laura Martinozzi. Fou net per línia paterna del també duc Francesc I d'Este i Maria Caterina Farnese, i per línia materna de Geronimo Martinozzi i Laura Mazarino, germana aquesta última del Cardenal Mazzarino. Fou germana, així mateix, de Maria de Mòdena, casada amb el futur rei Jaume II d'Anglaterra.

## Ascens al poder
El juliol de 1662 fou nomenat duc de Mòdena per la prematura mort del seu pare, assumint la regència la seva mare Laura Martinozzi, càrrec que va ocupar fins al 1674. Durant el seu regnat hagué de fer front a la política intervencionista de Lluís XIV de França.
Educat des de ben jove en l'art musical, durant el seu regnat va afavorir aquest art i aconseguí la direcció musical de l'orquestra de la seva cort per a Giovanni Maria Bononcini. Així mateix el 1686 fundà la Universitat de Mòdena.

## Núpcies i descendents
Es casà el 14 de juliol de 1692 amb la seva cosina Margarida Maria Farnese, filla del duc Ranuccio II de Parma i Isabel d'Este. D'aquesta unió no tingueren descendents.
La seva salut fou molt dèbil al llarg de la seva vida, morint a la població de Sassuolo el 6 de setembre de 1694 a l'edat de 34 anys. Nomenà com a successor el seu oncle Reinaldo III d'Este, en aquells moments cardenal de l'Església Catòlica.